# (21913) Taylorjones
(21913) Taylorjones (1999 VK28) – planetoida z pasa głównego asteroid okrążająca Słońce w ciągu 4,47 lat w średniej odległości 2,71 j.a. Odkryta 3 listopada 1999 roku.